# Bandar Maharani
Bandar Maharani is een stad in de Maleisische deelstaat Johor.
Bandar Maharani telt 55.000 inwoners.